# Sędziwój Czarnkowski (zm. 1500)
Sędziwój Czarnkowski herbu Nałęcz III (ur. ok. 1425, zm. 6 maja 1499 lub 1500) – wojewoda poznański i kaliski, kasztelan gnieźnieński i santocki.

## Rodzina
Syn Jana Czarnkowskiego, kasztelana gnieźnieńskiego i Jadwigi z Tęczyna, kasztelanki krakowskiej. Czterokrotnie żonaty. Poślubił córkę Andrzeja Kretkowskiego, kasztelana inowrocławskiego, Dobrochnę z Kościelca i Zofię z Ponieca.
Pierwsza żona, Zofia z Ponieca, którą poślubił przed 1459 urodziła dwoje dzieci: Mikołaja i Annę, późniejsza żonę Piotra Działyńskiego (zm. 1494), kasztelana słońskiego.
Druga żona, Dobrochna z Kościelca, którą poślubił w 1465 urodziła troje dzieci: Macieja, kasztelana bydgoskiego, Katarzynę, późniejszą żonę Macieja Borka Gostyńskiego i Sędziwoja III, kasztelana przemęckiego.
Trzecia żona, córka Ścibora Chełmskiego (zm. 1470), sędziego ziemskiego poznańskiego.
Czwarta, Katarzyna Kretkowska, córka Andrzeja (zm. 1480), wojewody inowrocławskiego.

## Pełnione urzędy
Od 1466 roku pełnił urząd kasztelana santockiego. W roku 1487 otrzymał kasztelanię gnieźnieńską. W latach 1494–1496 był wojewodą kaliskim. Od 1497 wojewoda poznański. Załatwił spór z Jakubem Kostką i Bażyńskim w 1476. Był świadkiem wydania przywileju piotrkowskiego w 1496 roku.
6 maja 1499 roku podpisał w Krakowie akt odnawiający unię polsko-litewską.
Był gwarantem pokoju toruńskiego 1466 roku.